# Округ Шенандоа (Вирџинија)
Округ Шенандоа (енгл. Shenandoah County) је округ у америчкој савезној држави Вирџинија.

## Демографија
По попису из 2010. године број становника је 41.993, што је 6.918 (19,7%) становника више него 2000. године.
| Група             | 2000.          | 2010.          |
| Белци             | 33.046 (94,2%) | 37.886 (90,2%) |
| Афроамериканци    | 412 (1,2%)     | 734 (1,7%)     |
| Азијати           | 122 (0,3%)     | 217 (0,5%)     |
| Хиспаноамериканци | 1.194 (3,4%)   | 2.577 (6,1%)   |
| Укупно            | 35.075         | 41.993         |